# 에번 레이철 우드
에번 레이철 우드(Evan Rachel Wood, 1987년 9월 7일 ~ )는 미국의 배우, 음악가이다. 에번은 어릴 적부터 연기를 시작해, 텔레비전 드라마 《아메리칸 고딕》, 《원스 앤 어게인》 등에 출연했다. 그리고 9살 때 영화 《마이 러브 리키》에서 첫 주연을 맡았다. 이후 영화 《13살의 반란》으로 골든 글로브상에 지명되는 등 청소년기도 성공적으로 보냈다.
이후 《프리티 퍼스웨이전》, 《다운 인 더 밸리》, 《러닝 위드 씨저스》 등 대개 독립 영화에 출연하며 연기 생활을 했다. 물론 영화 《어크로스 더 유니버스》 같은 빅 스튜디오 작품에 출연하기도 했다. 2008년부터 본격적으로 주류 영화에 참여해, 《더 레슬러》, 《왓에버 웍스》, 《킹메이커》 등에 출연했다. 브라운관에서도 꾸준히 활동했다. 드라마 《트루 블러드》에서 "소피앤" 여왕을, HBO의 5부작 미니시리즈 《밀드레드 피어스》에서는 케이트 윈슬렛이 맡은 역할의 딸로 출연했다. 밀드레드 피어스에서의 역할로 골든 글로브상과 에미상 여우조연상 후보에 지명됐다. HBO 드라마 《웨스트월드》에서 돌로레스 애버나시 역을 연기해 크리틱스 초이스 텔레비전상을 수상했다.
과거 마릴린 맨슨과 약혼해 세간의 관심을 끌기도했다. 2012년 배우 제이미 벨과 결혼해 슬하에 아들 두었다. 하지만 2014년, 2년 간의 결혼 생활에 종지부를 찍었다.

## 생애
1987년 9월 7일 미국 노스캐롤라이나주 롤리에서 태어났다. 어머니 사라 린 무어는 배우, 감독, 연기 코치이며, 아버지 아이라 데이비드 우드 3세 역시 배우, 가수, 연극 감독, 극작가이다. 또한 에번의 아버지는 "Theatre in the Park"라는 지역 극장 회사의 전무이다. 에번의 형제 아이라 데이비드 우드 4세 역시 배우이다. 이외로 형제 다나와 토마스, 자매 아덴이 있다.
에번은 형제들과 자라면서 "Theatre in the Park"와 많은 교류를 했다. 특히나 1987년 에번이 태어난 지 몇 달이 안 됐을 때, 아버지가 각색한 뮤지컬 코미디 《크리스마스 캐럴》에 출연하기도 했다. 이후 크리스마스 과거의 유령, 헬렌 켈러 등 극장의 여러 작품에 참여했다.
부모님이 이혼하게 되자, 에번은 어머니와 함께 어머니의 고향인 로스앤젤레스로 가게 됐다. 노스캐롤라이나주 캐리에 있는 공립 캐리 초등학교에 짧게 다니다가, 이후 홈스쿨링을 해 15살 때 고등학교 과정을 마쳤다.

## 경력

### 초기: 1994년-2000년
에번은 1994년부터 《아메리칸 고딕》, 《프로파일러》, 《원스 앤 어게인》등 여러 텔레비전 영화에 출연했다. 《아메리칸 고딕》에서는 간간히 출연했고, 《프로파일러》에서는 한 시즌동안 출연했다. 그리고 《원스 앤 어게인》에서는 조연 "제시 샘믈러"를 연기했다.
9살 때 영화 《마이 러브 리키》에서 첫 주연을 맡았다. 에번이 밝히길 영화 촬영 당시 처음에는 힘들었으나, 해가면서 연기를 끊을 수 없는 것이라고 느꼈다고 한다. 그리고 같은 해 판타지 영화 《프랙티컬 매직》에도 출연했다.

### 2001년-2005년

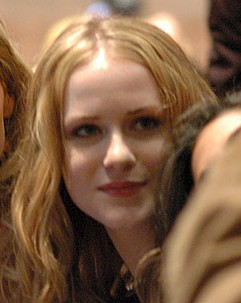
2005년 모습

2002년 영화 《리틀 시크릿》의 여주인공 "에밀리 린드스톰" 역을 맡아 청소년 배우 데뷔를 했다. 이 역으로 영 아티스트 어워드 여우주연상 후보에 지명됐다. 같은 해, 알 파치노 주연 영화 《시몬》에서 조연으로 출연했다. 에번은 영화 《13살의 반란》으로 크나 큰 성공을 거뒀다. 영화에서 에번은 "트레이시 루이즈 프리랜드"를 연기했다. 이 역할로 골든 글로브 드라마 부문 여우주연상, SAG상 여우주연상 후보에 지명됐다. 영화 개봉 무렵 베니티 페어는 에번을 "할리우드의 잇 걸" 1인으로 소개했으며, 다른 여배우들과 함께 2003년 7월 호 커버를 장식했다. 이후 2003년 영화 《실종》에서 납치 당한 딸 "릴리 길케슨"을 연기했다. 이어 같은 해, 드라마 《CSI: 과학수사대》의 에피소드 "Got Murder?"에 출연했다.
2005년, 영화 《미스언더스탠드》에서 케빈 코스트너와 조앤 앨런의 네 딸 중 한 명인 "라벤더 팝파이 울프메이어"를 연기했다. 에번은 다소 어두운 소재의 독립 영화에 출연하기도 했다. 2005년 선댄스 영화제에서 심사위원대상을 받은 영화 《프리티 퍼스웨이전》에서 "킴벌리 조이스"를 연기했다. 영화는 학교 내에서의 성차별과 성희롱 그리고 미디어와 사회가 여성을 다루는 태도를 소재로 삼은 블랙 코미디 영화이다. 에번이 맡은 "킴벌리"는 영악하면서 성적으로 활발한 여고생이다. 이어 영화 《다운 인 더 밸리》에서는 중년의 카우보이(에드워드 노튼)와 사랑에 빠지는 "토브"를 연기했다. 영화 외에도, 브라이트 아이즈의 ""At the Bottom of Everything"과 그린 데이의 "Wake Me Up When September Ends" 뮤직비디오에 출연했다.

### 2006년

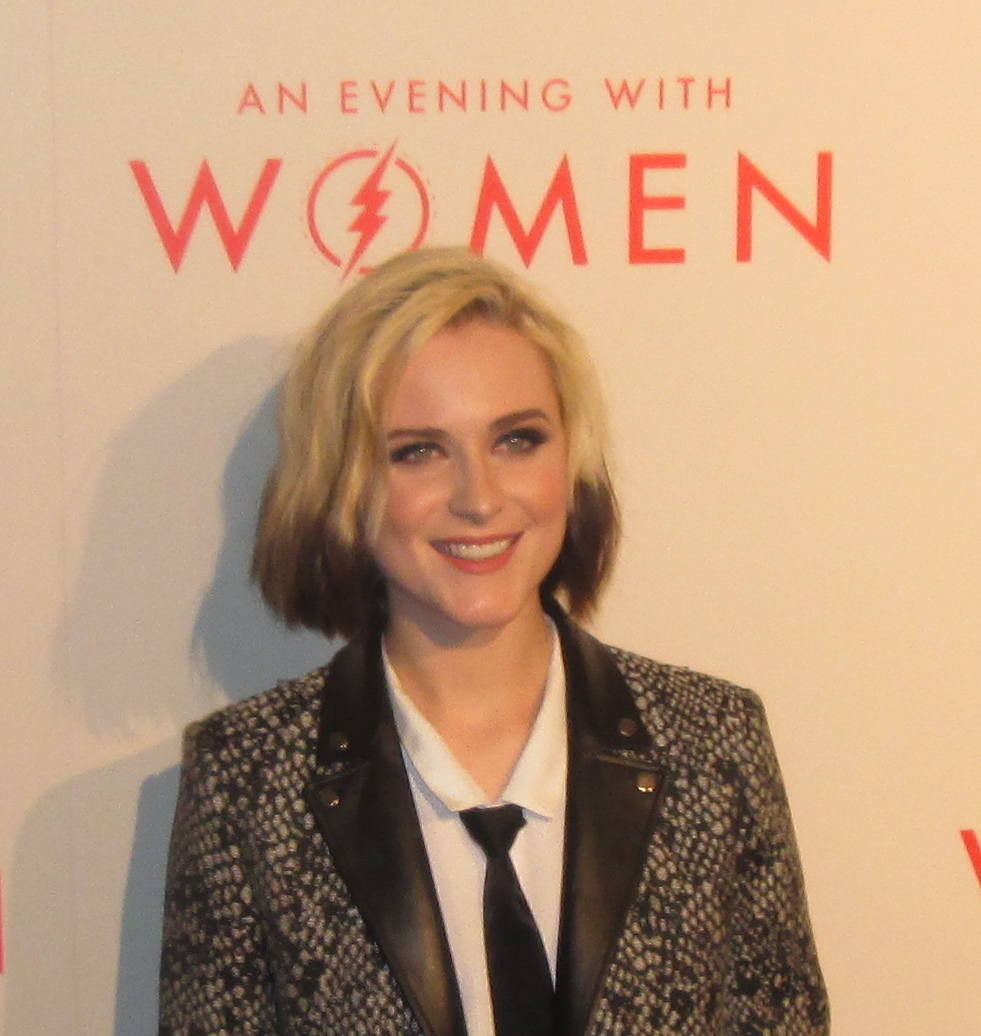
2014년 모습

2006년, 프리미어 잡지에서 "Spotlight Award for Emerging Talent" 상을 수여했으며, 가디언 지는 에번을 "동시대 최고의 여배우 중 한 명"이라고 극찬했다.
이후 2006년 영화 《러닝 위드 씨저스》에 "나탈리 핀치" 역으로 출연해, 2007년 칸 영화제에서 쇼파드 트로피를 받았다. 2007년 9월, 에번이 출연한 두 편의 영화가 개봉했다. 하나는 《킹 오브 캘리포니아》로, 에번은 조울증을 앓는 재즈 음악가 "찰리"(마이클 더글라스)의 딸 "미란다"을 연기했다. 나머지 하나는 골든 글로브상, 아카데미상 후보작 《어크로스 더 유니버스》로, 여기서는 "루시" 역으로 출연해 "주드"(짐 스터게스)와의 로맨스를 보여줬다. 에번은 "루시"를 연기하며 여러 뮤지컬 공연을 선보였고, 이 역을 여지껏 역할 중 가장 좋아하는 역할이라고 밝혔다.
2008년 애니메이션 영화 《테라 3D: 인류 최후의 전쟁》에서는 외계인 "말라"의 성우를 맡아 연기했다. 이 역할로 샌프란시스코 국제 영화제 미드나잇 어워드에서 일라이저 우드와 함께 수상의 영광을 누렸다. 《인 블룸》(The Life Before Her Eyes)에서는 우마 서먼이 맡은 주인공 "다이애나"의 청소년 시절로 나온다. 이후 에번은 이 역할이 자신이 연기하는 마지막 청소년 역할이 될 것이라고 밝혔다. 같은 해, 영화 《더 레슬러》에서 프로 레슬러인 주인공 "랜디 램 로빈슨"(미키 루크)의 딸 "스테파니"를 연기했다.
2009년, 우디 앨런 감독 영화 《왓에버 웍스》에 출연해 래리 데이비드의 어린 아내 역으로 나온다. 그리고 같은 해 5월, "Theatre in the Park"에서 열린 모금 공연 로미오와 줄리엣에서 "줄리엣"을 여섯 차례 연기했다. 이 공연은 에번의 형제가 감독을 맡았으며, 그 역시 연기자로 출연했다.
2009년부터 2011년, HBO의 드라마 《트루 블러드》 시즌 2, 3에 "소피앤 르클레르크" 여왕을 연기했다. 이후 영화 《음모자》에서 "애나", 영화 《킹메이커》에서는 "몰리 스턴즈"를 연기했다. 2011년 HBO의 5부작 미니시리즈 《밀드레드 피어스》에서는 케이트 윈슬렛이 맡은 주인공의 딸로 출연했다. 밀드레드 피어스에서의 역할로 골든 글로브상과 에미상 여우조연상 후보에 지명됐다.
2013년 영화 《찰리 컨트리맨》에 출연해 샤이아 라보프, 루퍼트 그린트와 호흡을 맞췄다. 2015년 애니메이션 《스트레인지 매직》에서는 "마리안느"의 성우를 맡았다. 크리스 에반스와 2016년 구찌 향수 광고에 출연했다. 에번은 2016년 10월부터 방영 중인 HBO의 드라마 《웨스트월드 : 인공지능의 역습》에서 주인공 "돌로레스 애버내시"로 출연 중이다.

### 음악
2012년, 앨범 Chimes of Freedom: The Songs of Bob Dylan Honoring 50 Years of Amnesty International에 참여해 밥 딜런의 노래 "I'd Have You Anytime"를 불렀다. 이 노래는 앨범의 4번째 CD에 수록되었다.
음악가 자크 빌라와 함께 일렉트로 팝 듀오 "레벨 앤 바스킷케이스"(Rebel and a Basketcase)를 결성했다.

### 영화
- 겨울왕국 2 - 이두나 역 (목소리)

## 사생활

### 종교
2003년, 에번은 자신이 유대인이라고 밝혔다. 2012년, 에번은 "신을 믿지만 종교적이진 않아요. 제가 말하는 신은 어느 종교에도 없어요. 제 나름의 신이 있죠."라고 말했다. 에번의 어머니는 유대교로 개종했으며, 아버지는 기독교 신자이다.

### 교제
밴드 그린데이의 "Wake Me Up When September Ends" 뮤직비디오에 배우 제이미 벨과 함께 출연한 후 2005년부터 제이미 벨과 교제했다. 제이미와 에번은 서로의 이니셜을 타투로 새기기로 해, 에번은 왼쪽 발목에 "J"를 새겼다. 하지만 1년 간 교제 후 2006년 결별했다. 후에 에번은 "우리의 사랑이 영원할 거라고 믿어 매칭 타투를 했어요. 하지만 그렇지 못했고 우리는 헤어졌죠. 하지만 타투한 걸 후회하지 않아요. 그 때가 제 인생에서 최고의 시간 중 하나였으니까요."라고 밝혔다.
2007년 1월, 마릴린 맨슨과의 교제 소식이 전해졌다. 에번과 맨슨은 샤토 마몬트 호텔의 한 파티에서 만났다. 에번은 맨슨의 검정 아이라이너 칠한 눈에 끌렸다고 한다. 맨슨이 그린 맨슨과 에번 두 사람의 초상화가 갤러리에 전시되기도 했다. 또 에번은 맨슨의 노래 "Heart-Shaped Glasses"의 영감이 됐으며, 이 노래의 뮤직비디오에 맨슨과 함께 출연했다. 당시 맨슨은 에번이 여지껏 가장 비싼 뮤직비디오 출연자라고 말했다. 2008년 11월, 서로의 일에 집중하기 시간을 갖기로 하고 결별하게 됐다. 이후 둘은 재결합하였고, 2010년 1월 초 약혼 소식이 전해졌다. 하지만 2010년 8월 둘은 약혼을 깨고 헤어지게 됐다.
2011년 여름 제이미 벨과의 결별 5년 후 제이미와의 염문 소식이 전해졌다. 2012년 10월 30일, 에번과 제이미는 조촐한 결혼식을 올렸다. 2013년 7월, 집에서 아들을 출산했다. 하지만 2014년 5월, 에번과 제이미는 19달의 결혼 생활을 마치고 별거 소식을 전했다.